# Этернализм
Этернализм (лат. aeternus, вечный; в узком смысле: tempus, время; в широком смысле: бессмертный, непреходящий или беспрерывный, постоянный)  представляет собой философский подход к онтологической природе времени. Этот подход основан на принятой в физике методике описывать время как одно из четырёх измерений. 
Онтология времени постулируется аналогичной онтологии пространства. Это должно означать, что измерение времени всего лишь одно из похожих по свойствам четырёх физических измерений, что будущие события «уже существуют» и что объективно «течения» времени не существует. Эта идея иногда обозначается терминами «блок-время» или же «блок-вселенная», потому что эта теория описывает пространство-время как статичный, неизменяемый «блок», в противовес традиционному мировосприятию: трёхмерное пространство с течением времени.
Феноменологическая интерпретация этернализма состоит в том, что я (как субъект) постоянно «обнаруживаю себя» в разное время в разном возрасте.

## Проблемы с течением времени
Обычно время разделяют на три чётко различаемых отрезка: «прошлое», «настоящее» и «будущее». При использовании этой репрезентативной модели прошлое, как правило, рассматривают как статичное и неизменяемое, а будущее — как неопределённое и покрытое туманом. С течением времени момент, который был настоящим, становится частью прошлого, а часть будущего, в свою очередь, становится новым настоящим. Таким образом, описывают то, что называют течением времени, — когда вполне определённая точка «настоящее» «движется» вперёд в будущее и оставляет за собой прошлое. Такие представления в философии называют презентизмом.
Эта традиционная модель имеет некоторое число сложных философских проблем и, кроме этого, кажется сложным примирить такие взгляды с принятыми в науке теориями, например, с теорией относительности.

### Одновременность
В специальной теории относительности показано, что понятие одновременности не является универсальным: наблюдатели в различных системах отсчёта могут по-разному воспринимать последовательность событий, какие из них в прошлом, а какие — в будущем, невозможно однозначно определить момент универсального времени, который бы являлся «настоящим» (но такие события в любой системе отсчёта происходят в одинаковой последовательности).
Многие философы утверждают, что теория относительности подразумевает этернализм. Философ науки Дин Риклс в некотором смысле не согласен, но отмечает, что «консенсус среди философов заключается в том, что специальная и общая теория относительности несовместимы с презентизмом». Кристиан Вютрих утверждает, что сторонники презентизма могут спасти абсолютную одновременность, только если они отвергают или эмпиризм или относительность. Такие аргументы приводятся Дином Циммерманом и другими, в пользу абсолютной системы отсчета, чьи суждения о длине, времени и одновременности являются верными, даже если не существует эмпирического способа обнаружить такую систему отсчета.

### Уникальность настоящего
Не имеется никаких фундаментальных оснований для того, чтобы рассматривать какое-то определённое «настоящее» как более «действительное», чем любое другое время; наблюдатели в любой момент времени всегда будут рассматривать себя находящимися в настоящем. Однако в теориях «течения времени» каждый момент становится настоящим в свою очередь, так что, в итоге, получаем симметричную ситуацию. Несмотря на то, что ещё имеются онтологические различия между прошлым, будущим и настоящим, симметричность не наблюдается.

### Скорость течения времени
Понятие «течения времени» можно рассматривать как внутренне противоречивое. Это можно продемонстрировать, поставив вопрос: «как быстро течёт время?» Этот вопрос не должен был бы отличаться от вопроса «какова длина метра?» — все измерения в этом случае являются произвольными. Специальная теория относительности допускает различные скорости течения времени, потому что измерения времени зависят от системы отсчёта наблюдателя. Для каждого отдельного наблюдателя его субъективное время течёт с той же самой скоростью.

### Аргументация Джона Мак-Таггарта
В своей работе «Нереальность времени» английский философ Джон Эллис Мак-Таггарт разделяет время на два ряда: А-серии и В-серии. Ряд А описывает события в терминах абсолютного времени (прошлое, настоящее и будущее), а ряд В описывает их относительно (до и после). Мак-Таггарт утверждает, что ряд А логически противоречив, и от такого рода описания событий во времени необходимо отказаться, а ряд В недостаточен для настоящего понимания феномена времени. Мак-Таггарт делает вывод, что время не является чем-то реальным. Другие же философы, а также физики высказали возражения против этого утверждения. Они считают, что оставшийся ряд В — это всё, что необходимо для построения полной теории времени, которую иногда называют В-теорией.

## Альтернативная теория: этернализм
Для того, чтобы теория не имела вышеописанных проблем, этернализм рассматривает все моменты во времени как одинаково значимые системы отсчёта, то есть считает их одинаково «реальными».
Это ни в коей мере не отменяет понятия «прошлое» и «будущее». Вместо этого их просто считают направлениями, а вовсе не состояниями бытия. Находится ли некий момент времени в будущем или же в прошлом полностью зависит от системы отсчёта, которая используется для наблюдений.
Так как наблюдатель в любой момент времени может помнить только события, которые находятся в прошлом по отношению к нему, и не помнит события, которые находятся в будущем по отношению к нему, субъективная иллюзия течения времени сохраняется. Этот факт асимметрии, то, что вспоминаются только прошлые события, но не будущие, описывается как стрела времени. К этой теме относятся также и другие необратимые события, которые происходят только в одном направлении по оси времени, такие как возрастание энтропии. Этернализм отвергает понятие «течение времени». Тиканье часов измеряет только длительность промежутка времени между событиями, совершенно так же, как при помощи ручной рулетки измеряют расстояния между объектами в пространстве.
Одно из направлений этернализма отрицает свободу воли. Считается, что будущие события точно так же статичны, неизменяемы, как и прошлые (см. детерминизм).
Другое же направление в этернализме, в противовес описанному выше, допускает возможность случайных изменений. Вселенная, в которой возможны случайные изменения, может считаться неотличимой от мультивселенной из Эвереттовской многомировой интерпретации квантовой механики, то есть такой вселенной, где имеется множество «блок-вселенных» или же «блок-времён».

## Очевидная разница между прошлым, настоящим и будущим
С точки зрения здравого смысла мы различаем прошлое, настоящее и будущее в отношении многих событий:
1. Мы обычно боимся смерти, поскольку полагаем, что мы не будем существовать после смерти. Но если этернализм верен, то смерть является только одной из наших темпоральных границ, и нам следует беспокоиться о смерти не больше, чем о своём рождении.
2. Рассмотрим две ситуации: 1) вам необходимо идти к стоматологу; 2) вы уже у него побывали. Здравый смысл говорит вам, что вторая ситуация является более предпочтительной. Но если этернализм верен, то не имеет значения, в какой из двух ситуаций вы оказались.
3. Когда какой-нибудь неприятный опыт позади, мы чувствуем облегчение от того, что всё закончилось. Но если этернализм верен, то у события нет такого свойства как «всё закончилось» или «не происходит сейчас» — оно происходит вечно.

Альберт Эйнштейн в письме-соболезновании в связи со смертью своего друга написал следующее:
Сейчас он ушёл из этого странного мира немного раньше меня. Это ничего не означает. Люди вроде нас, верящие в физику, знают, что различие между прошлым, настоящим и будущим — это всего лишь стойкая иллюзия.
Оригинальный текст (англ.)Now he has departed from this strange world a little ahead of me. That means nothing. People like us, who believe in physics, know that the distinction between past, present, and future is only a stubbornly persistent illusion.